# Anolis centralis
Anolis centralis este o specie de șopârle din genul Anolis, familia Polychrotidae, descrisă de Peters 1970. A fost clasificată de IUCN ca specie cu risc scăzut.

## Subspecii
Această specie cuprinde următoarele subspecii:
- A. c. centralis
- A. c. litoralis